# The Rough Guide to the Music of Romanian Gypsies
The Rough Guide to the Music of Romanian Gypsies (ro. „Ghidul aproximativ al muzicii țigănești din România”) este o compilație apărută în iulie 2008, ce cuprinde piese țigănești din România în interpretarea unor soliști (cântăreți, instrumentiști) și ansambluri de renume. Selecția materialului și redactarea au fost realizate de către muzicologul Daniel Rosenberg.

## Lista pistelor
1. Taraful Haiducilor – Parlapapup (Să vă spun de un băutor) (4:18)
2. Fanfara Ciocărlia – Alili (4:17)
3. Toni Iordache – Cântec și breaza ca la Fântânele (4:38)
4. Mielu Bibescu – Mite, mite (3:58)
5. Ion Petre Stoican – Hora de la Oltenița (2:36)
6. Mahala Raï Banda – Iest sexy (4:14)
7. Shukar Collective feat. Dan Armeanca – Taraf (3:27)
8. Fanfara Ciocărlia – Kan marau la (4:32)
9. Romica Puceanu – Spune, măiculiță, spune (2:31)
10. Cornelia Catangă – Doamne, dă-mi putere (4:07)
11. Gabi Luncă – Pe drumul de la Buzău (2:48)
12. Floarea Cioacă – Mierlița când e bolnavă (2:32)
13. Ionel Tudorache – Pe ulița armănească (2:56)
14. Nicolae Guță – De când te cunosc pe tine (5:12)
15. Fulgerică and the Mahala Gypsies – Bate vântul frunzele (4:20)
16. Dona Dumitru Siminică – La Șalul cel negru (3:38)
17. Marcel Budală – Hora rudărenilor (2:21)
18. Constantin Stanciu – Cântăreț de mahala (4:01)
19. Andrei Mihalache – Mahala și țigănie (2:15)
20. Ion Miu – Cu damigeana (4:45)